# Oude Sint-Albanuskerk (Keulen)
De Oude Sint-Albanuskerk (Duits: Alt Sankt-Alban) is een voormalig kerkgebouw in de binnenstad van Keulen. De Sint-Albanuskerk was een van de oudste kerken van de stad en werd in de Tweede Wereldoorlog door bombardementen vernietigd. Er volgde geen herbouw en tegenwoordig is de ruïne van de kerk een monument ter nagedachtenis aan de slachtoffers van de oorlog.

## Geschiedenis
De kerk komt in het jaar 1172 voor het eerst in de annalen voor. In de middeleeuwen werd de Albanuskerk herhaaldelijk verbouwd en in de jaren 1668-1672 als hallenkerk gebouwd. De toren, waarin de Koenraad van Parzham-kapel is gevestigd, stamt uit het jaar 1494, de gevel uit het jaar 1896.

## Verwoesting
In de Tweede Wereldoorlog werd de kerk zeer sterk verwoest. Na de laatste zware bombardementen op de Keulse binnenstad op 2 maart 1945 resteerde slechts een ruïne. Alleen de buitenmuren en een deel van de toren bleven staan. Bij het laatste bombardement kwam ook de waarnemend pastoor om het leven. Zijn stoffelijk overschot werd een jaar later onder het puin teruggevonden. Na het einde van de oorlog leefden nog slechts 312 katholieken in de grotendeels vernietigde parochie van Sint-Albanus.
Na de oorlog moest een keuze worden gemaakt welke van de vele verwoeste kerken in aanmerking kwamen voor herbouw. De Sint-Albanuskerk viel buiten deze herbouwplannen. De stad Keulen toonde grote interesse voor de grond aan de Quatermarkt, waarop eerder de kerk, de pastorie en andere kerkelijke bijgebouwen hadden gestaan. Na lange onderhandelingen met het aartsbisdom werd overeengekomen de grond te ruilen tegen een ander grondstuk. De stad Keulen verplichtte zich daarbij de toren van de kerk te restaureren, de daarin bevindende Koenraad van Parzham-kapel te herstellen en ter beschikking te stellen aan het aartsbisdom. Voorts had de kerk bedongen dat de stad de grond van de kerk zou omvormen tot een herdenkingsplek en er op toe te zien dat het gewijde karakter van de grond gerespecteerd werd. De ontvolkte oude Albanusparochie werd aan naburige parochies toegevoegd en de kerk kreeg een stuk grond aangeboden voor een nieuw te bouwen kerk in het stadsdeel Neustadt-Nord. Daar verrees in de jaren 1957-1959 naar het ontwerp van Hans Schilling de Nieuwe Sint-Albanuskerk.

## Oorlogsmonument
Overeenkomstig de wensen van het aartsbisdom werd de ruïne van de Sint-Albanuskerk een herdenkingsplek ter nagedachtenis aan de doden van de Tweede Wereldoorlog en de slachtoffers van het nationaalsocialisme. De ruïne van de kerk werd ook betrokken bij de herbouw van de Gürzenich. De oostelijke en zuidelijke buitenmuur van de kerk werd een binnenmuur van het trappenhuis en de foyer van de Gürzenich. Van daar uit kan een blik worden geworpen in de ruïne en op het in de voormalige altaarruimte opgestelde "Treurende Ouderpaar" van Käthe Kollwitz. Het betreffen kopieën van de beelden die de Berlijnse kunstenares maakte ter herinnering aan haar in de Eerste Wereldoorlog gevallen zoon Peter Kollwitz, die begraven ligt op het soldatenkerkhof in het West-Vlaamse Vladslo.

## Afbeeldingen

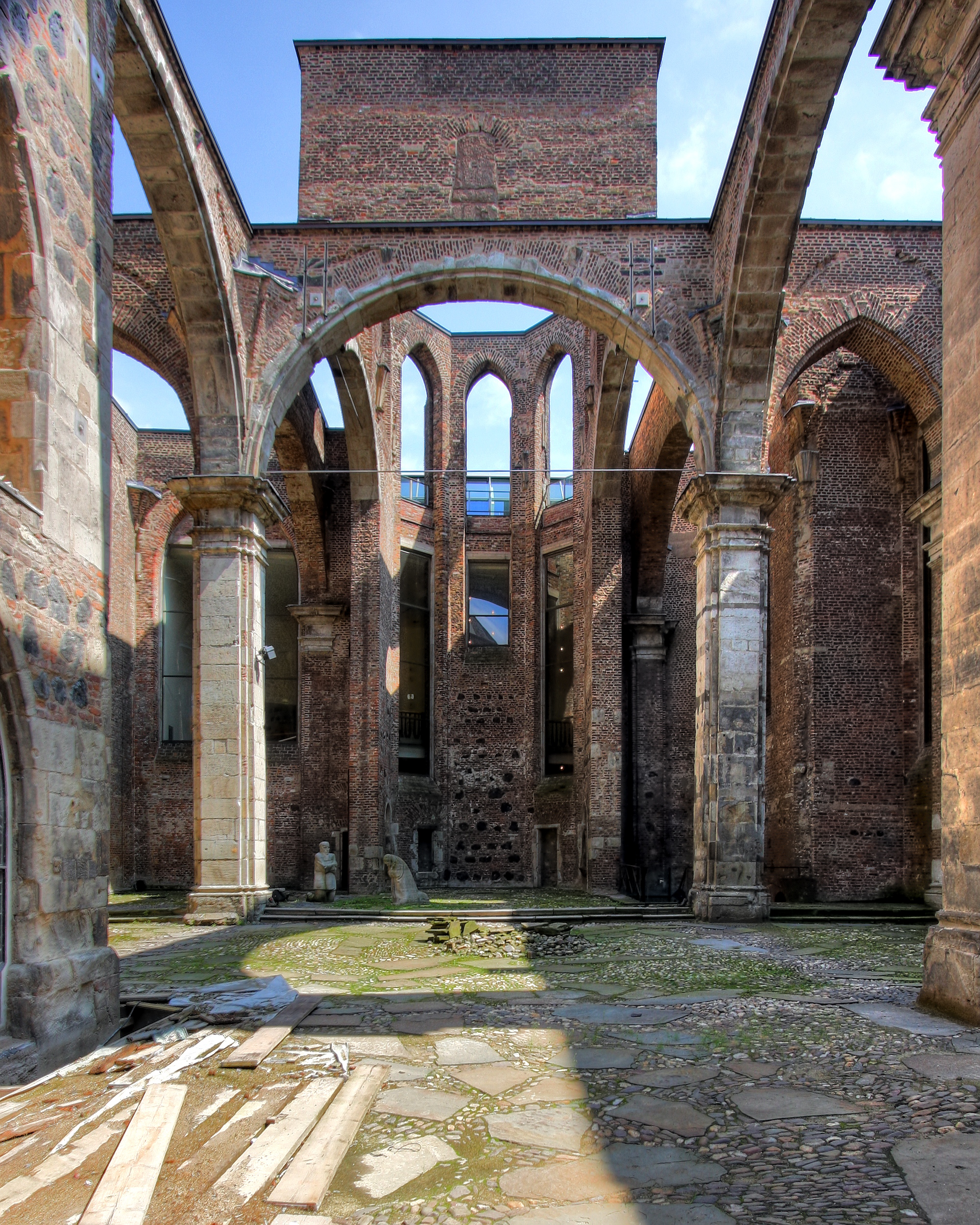
Koor
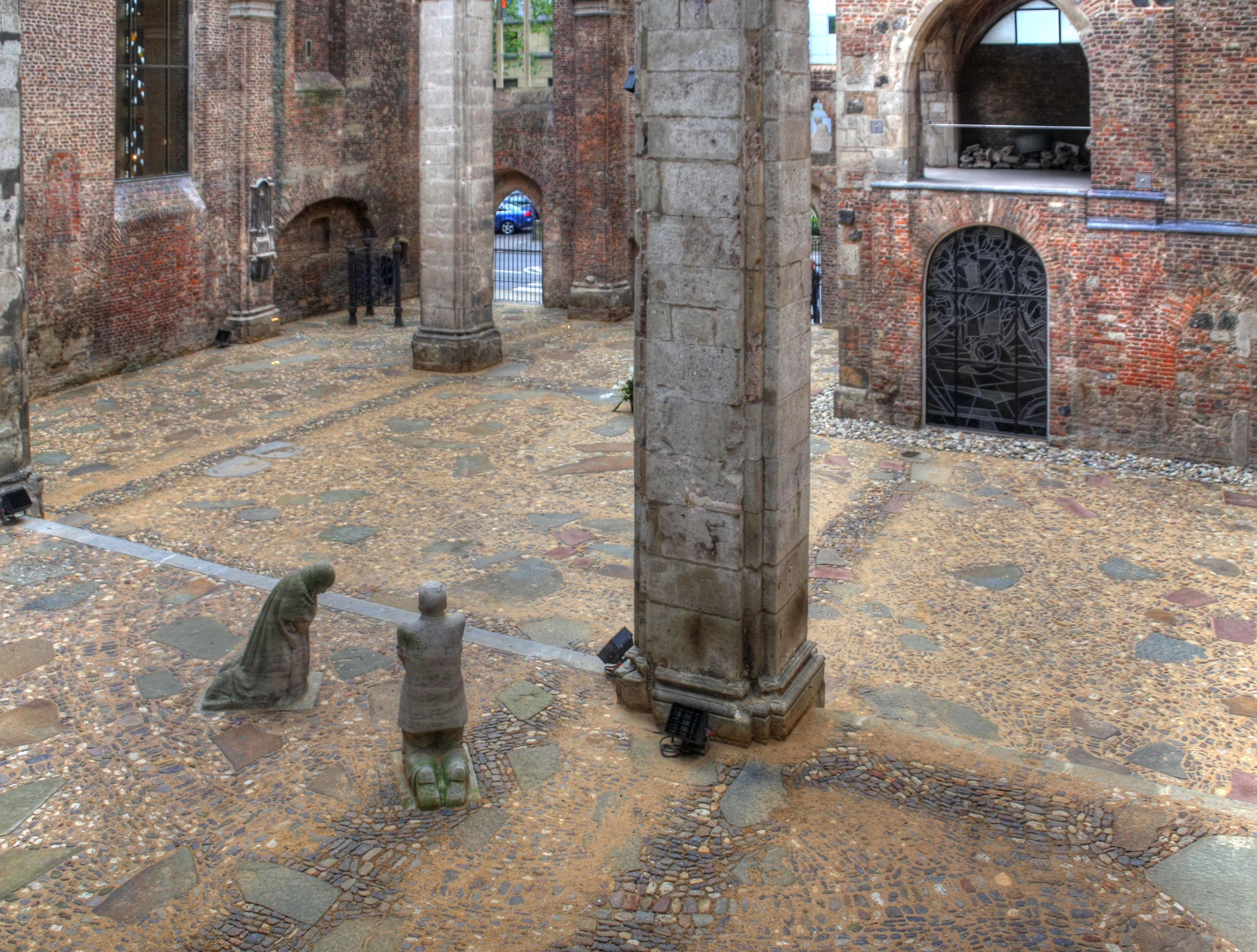
Zicht op de kerk vanuit de Gürzenich
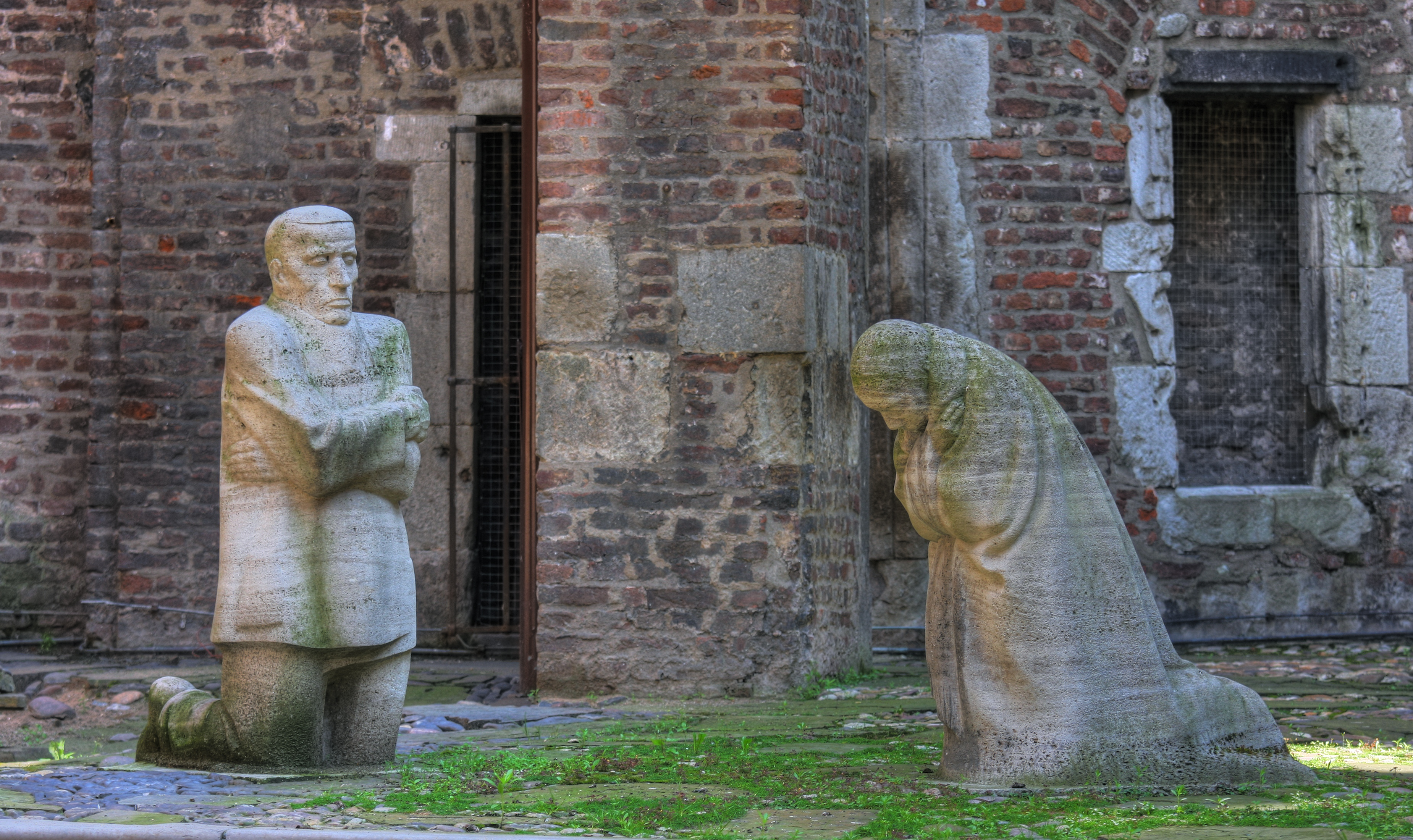
Treurende Ouders
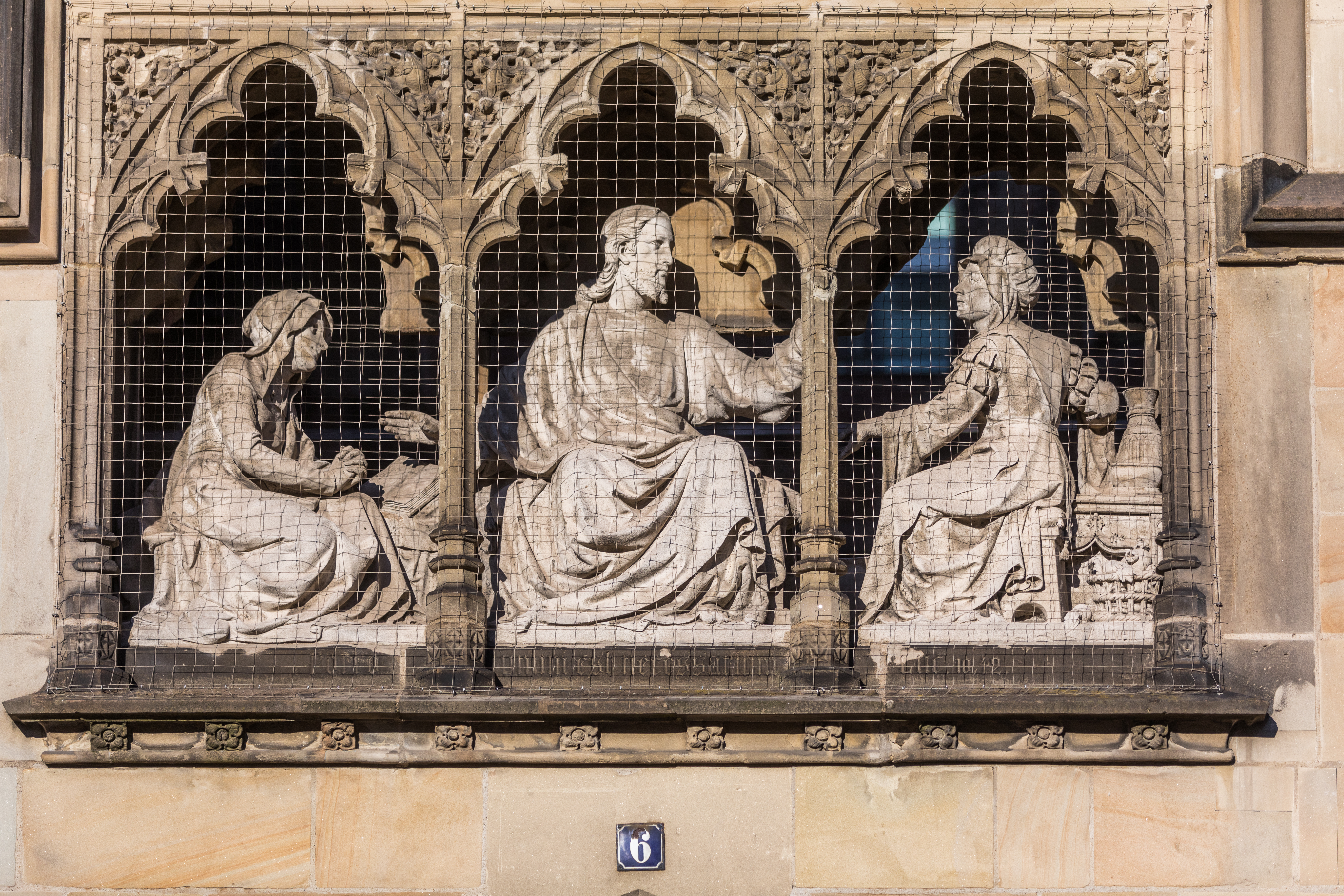
Beeldengroep boven het voormalige portaal
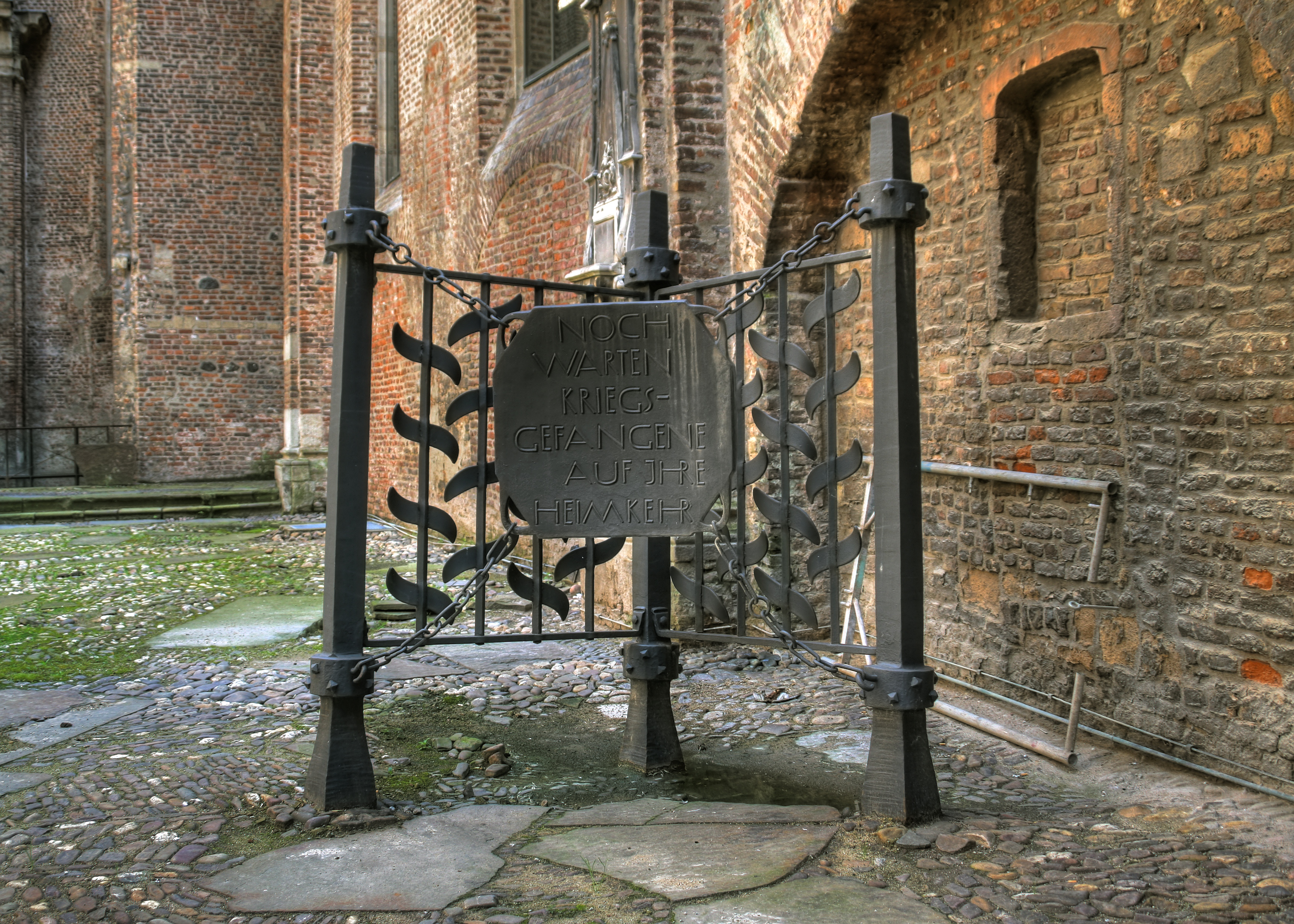
Monument voor de krijgsgevangenen

## Bron
- (de)  Katholische Kirchengemeinde St. Gereon